# Lisa Brennauer
Lisa Brennauer (nascida em 22 de janeiro de 1988) é uma ciclista profissional alemã.
Representando a sua nação no ciclismo de pista, Brennauer terminou em oitavo na prova de perseguição por equipes dos Jogos Olímpicos de Londres 2012. Em 24 de setembro de 2014, Brennauer tornou-se campeã mundial no contrarrelógio, em Ponferrada, Espanha. Em novembro de 2015, ela foi anunciada como parte do pelotão inaugural da equipe Canyon-SRAM para a temporada de 2016.
Ao lado de Franziska Brauße, Mieke Kröger e Lisa Klein, conquistou o ouro na perseguição por equipes em Tóquio 2020, estabelecendo o recorde mundial de quatro minutos, quatro segundos e 242 milésimos.